# Теслугівська сільська рада
Теслу́гівська сільська́ ра́да — орган місцевого самоврядування в Радивилівському районі Рівненської області. Адміністративний центр — село Теслугів.

## Загальні відомості
- Теслугівська сільська рада утворена в 1944 році.
- Територія ради: 50,791 км²
- Населення ради: 1 931 особа (станом на 2001 рік)

## Розташування
Територія, яка підпорядковується Теслугівській сільській раді, межує з Пляшевською, Рідківською, Хотинською, Боратинською, Добриводською сільськими радами Радивилівського району та Демидівським районом Рівненської області.

## Населені пункти
Сільській раді підпорядковані населені пункти:
- с. Теслугів
- с. Коритне
- с. Пляшівка

## Склад ради
Рада складається з 18 депутатів та голови.
- Голова ради: Шаблій Богдан Григорович
- Секретар ради: Корчинська Руслана Миколаївна

### Керівний склад попередніх скликань
| Прізвище, ім'я, по батькові | Основні відомості                                                             | Дата обрання | Дата звільнення |
| --------------------------- | ----------------------------------------------------------------------------- | ------------ | --------------- |
| Загреба Сергій Григорович   | Сільський голова, 1968 року народження, безпартійний                          | 26.03.2006   | 01.02.2008      |
| Шаблій Богдан Григорович    | Сільський голова, 1955 року народження, освіта незакінчена вища, безпартійний | 01.06.2008   | 31.10.2010      |
| Шаблій Богдан Григорович    | Сільський голова, 1955 року народження, освіта незакінчена вища, безпартійний | 31.10.2010   |                 |

Примітка: таблиця складена за даними сайту Верховної Ради України